# Welcome to Medina
| Recensione  | Giudizio |
| ----------- | -------- |
| About.com   |          |
| CDStarts.de | 5/10     |

Welcome to Medina è il terzo album della cantante danese Medina, pubblicato il 23 agosto 2010 dall'etichetta discografica EMI. L'album è stato prodotto dalla squadra di produttori Providers.
L'album è stato ripubblicato due volte: il 26 novembre 2010 un'edizione speciale che include un secondo CD contenente remix e versioni in danese delle canzoni precedentemente pubblicate, mentre il 18 novembre 2011 è stata pubblicata l'edizione Ultimate Collection, che contiene tutte le tracce delle edizioni precedenti, altri remix e i due singoli danesi For altid e Synd for dig.

## Singoli
- You and I, il primo singolo, è stato pubblicato il 21 settembre 2009 nel Regno Unito (miglior posizione raggiunta: #39)[7] e il 2 maggio 2010 in Germania, Austria e Svizzera, dove si è piazzata rispettivamente alla #10[8], all #25 e alla #30[9].
- Lonely è stato pubblicato il 3 settembre 2010 in Germania e Austria, dove ha raggiunto rispettivamente le posizioni #26[10] e #46.[11]
- Addiction, pubblicata il 26 novembre 2010 in Germania, ha raggiunto la prima posizione nella classifica danese.[12]
- Gutter, pubblicato il 18 marzo 2011, ha raggiunto la posizione #43 in Germania[13] e la #8 in Danimarca.[14]
- The One è stato pubblicato il 12 agosto 2011 e ha raggiunto la posizione #64 nella classifica tedesca.[15]
- Execute Me, l'ultimo singolo, è stato pubblicato una settimana prima dell'uscita della Ultimate Collection. La pubblicazione contiene la versione dell'album del brano, due remix e il video musicale.[16]

Singoli Promozionali
- In Germania Selfish è stato pubblicato su iTunes il 15 ottobre 2010 come singolo promozionale.[17]

## Tracce
1. Welcome to Medina (Medina Valbak, Rasmus Stabell, Jeppe Federspiel, Lisa Greene) - 3:55
2. You and I (Medina Valbak, Rasmus Stabell, Adam Powers, Julie Steincke) - 2:54
3. Addiction (Medina Valbak, Rasmus Stabell, Lisa Greene) - 3:38
4. Lonely (Medina Valbak, Rasmus Stabell, Terri Bjerre) - 3:11
5. 6 AM (Medina Valbak, Rasmus Stabell, Terri Bjerre) - 3:29
6. In Your Arms (Medina Valbak, Rasmus Stabell, Lisa Greene) - 3:40
7. Happy (Medina Valbak, Rasmus Stabell, Lisa Greene) - 3:33
8. The One (Medina Valbak, Rasmus Stabell, Terri Bjerre) - 3:58
9. Gutter (Medina Valbak, Rasmus Stabell, Viktoria Siff Emilie Hansen) - 3:26
10. Selfish (Medina Valbak, Rasmus Stabell, Terri Bjerre) - 3:46
11. Execute Me (Medina Valbak, Rasmus Stabell, Lisa Greene) - 3:40
12. You and I (Acoustic Version) - 2:57

Amazon.de Bonus Tracks
1. You and I (Deadmau5 Remix) - 6:18

iTunes Germany Bonus Tracks
1. You and I (Deadmau5 Remix) - 6:18
2. You and I (Spencer & Hill Remix) - 6:19
3. You and I (Plastic Funk Remix) - 5:28
4. You and I (Dash Berlin Radio Edit) - 9:33

Special Edition Bonus Tracks
1. Sundown (Radio Edit) - 3:08

Special Edition, CD 2
1. Kun for mig - 4:15
2. Velkommen til Medina - 4:56
3. Ensom - 4:11
4. Vi to - 4:00
5. Yo sin ti - 4:15
6. You and I (Deadmau5 Remix) - 6:18
7. You and I (Spencer & Hill Remix) - 6:19
8. You and I (Svenstrup & Vendelboe Remix) - 5:04
9. You and I (The Gooseflesh Remix) - 5:10
10. Lonely (DBN RMX) - 5:18
11. Lonely (Svenstrup & Vendelboe Remix) - 4:50
12. Lonely (Gooseflesh Remix) - 5:30
13. Lonely (Plastik Funk's Dirty House RMX) - 7:26

Ultimate Collection
1. Welcome to Medina - 3:55
2. You and I - 2:54
3. Addiction - 3:38
4. Lonely - 3:11
5. 6 AM - 3:29
6. In Your Arms - 3:40
7. Happy - 3:33
8. The One - 3:58
9. Gutter - 3:26
10. Selfish - 3:46
11. Execute Me - 3:40
12. You and I (Deadmau5 Remix) - 6:18
13. Lonely (Massimo Nocito & Jewelz Remix) - 6:12
14. Addiction (FiveStarDeejays Remix) - 6:31
15. Gutter (Blank & Jones Club Mix) - 6:47
16. The One (Get No Sleep Collective Remix) - 6:09
17. Execute Me (Get No Sleep Collective Remix) - 5:37
18. Execute Me (Sola Plexus Remix) - 5:06
19. You and I (Svenstrup & Vendelboe Remix) - 5:04
20. Lonely (Svenstrup & Vendelboe Remix) - 4:50
21. Addiction (Svenstrup & Vendelboe Remix) - 5:07
22. Gutter (Svenstrup & Vendelboe Remix) - 5:56
23. The One (Svenstrup & Vendelboe Remix) - 4:42
24. Ensom - 4:11
25. Kun for mig - 4:16
26. Vi to - 4:01
27. Stikker du af - 3:23
28. Er du med - 5:09
29. For altid - 3:34
30. Synd for dig - 3:30
31. You and I (Acoustic Version) - 2:56
32. Sundown (Radio Edit) - 2:56
33. Velkommen til Medina - 4:56
34. Yo sin ti ("You and I" Spanish Version) - 4:15

## Classifiche
| Classifica (2010) | Posizione massima |
| ----------------- | ----------------- |
| Austria           | 45                |
| Danimarca         | 11                |
| Germania          | 9                 |
| Svizzera          | 24                |

## Date di Pubblicazione
| Nazione             | Data              | Formato              | Etichetta         |
| Edizione Standard   | Edizione Standard | Edizione Standard    | Edizione Standard |
| ------------------- | ----------------- | -------------------- | ----------------- |
| Germania            | 23 luglio 2010    | CD, Digital Download | EMI               |
| Austria             | 23 luglio 2010    | CD, Digital Download | EMI               |
| Svizzera            | 23 luglio 2010    | CD, Digital Download | EMI               |
| Danimarca           | 26 luglio 2010    | CD, Digital Download | Labelmade         |
| Svezia              | 17 novembre 2010  | CD, Digital Download | EMI               |
| Stati Uniti         | 6 settembre 2011  | Digital Download     | Ultra             |
| Edizione Speciale   |                   |                      |                   |
| Germania            | 26 novembre 2010  | CD, Digital Download | EMI               |
| Austria             | 26 novembre 2010  | CD, Digital Download | EMI               |
| Svizzera            | 26 novembre 2010  | CD, Digital Download | EMI               |
| Ultimate Collection |                   |                      |                   |
| Germania            | 18 novembre 2011  | Digital Download     | EMI               |
| Austria             | 18 novembre 2011  | Digital Download     | EMI               |
| Svizzera            | 18 novembre 2011  | Digital Download     | EMI               |